# Association sportive Génération Foot
Maillots
Actualités
Dernière mise à jour : 22 janvier 2025.
L'Association sportive Génération Foot, abrégé en AS Génération Foot ou simplement Génération Foot est un club de football sénégalais fondé en 2000 par Mady Touré et situé à Dakar.
L'AS Génération Foot évolue en Ligue 1 depuis la saison 2016-2017, saison dans laquelle le club termine champion. En matière de palmarès, le club est le sixième plus titré de Ligue 1 avec trois titres et le dixième plus titré de la Coupe du Sénégal avec deux titres.
Le club a formé de nombreux grands joueurs sénégalais dont Sadio Mané, 4e et 2e au Ballon d'Or en 2019 et 2022. L'AS Génération Foot est le club partenaire du FC Metz, club de football professionnel français.

## Historique

### Les débuts comme académie (2000 - 2003)
Le club s'articule autour d'une académie de formation fondée en 2000 par Mady Touré. En novembre 2003, il signe une convention de partenariat avec le club de football professionnel français du FC Metz, qui devient son partenaire exclusif. En échange d’une dotation en équipements et d’une aide financière au fonctionnement de l’Académie, le club mosellan a une priorité de sélection sur les joueurs qui y sont formés.

### Le développement du club (2004 - 2014)
Une seconde convention qui réaffirme les engagements des deux clubs est signée le 1er janvier 2010. Elle officialise également le projet de construction de nouvelles installations pour poursuivre le développement de l'académie. Cela aboutit à la création du Centre Amara Touré qui est basé à Déni Birame Ndao, à quelques kilomètres de Dakar.
Ce centre est inauguré le 16 novembre 2013 et comporte tous les équipements nécessaires à l'épanouissement des jeunes footballeurs : des terrains engazonnés et synthétiques, dont un de compétition, des vestiaires, des hébergements, de la restauration, un cabinet médical et une salle de musculation. Olivier Perrin, formateur au FC Metz, devient également entraîneur de l'équipe première de l'AS Génération Foot en cette même année 2013.

### L'ascension rapide (2015 - 2023)
Tous ces investissements portent rapidement leurs fruits puisqu'à l'issue de la saison 2014-2015, le club devient champion du Sénégal de troisième division. Dans la foulée, l'AS Génération Foot remporte la Coupe du Sénégal en battant en finale Casa Sport, un club de Ligue 1. Le club se qualifie ainsi pour la Coupe de la confédération 2016, mais est éliminé dès le premier tour par le club nigérian du Nasarawa United FC. La consolation viendra en fin de saison avec un nouveau titre, puisque l'AS Génération Foot devient champion de Ligue 2 sénégalaise.
À peine promu, le club remporte la Ligue 1 2016-2017 pour la première fois de son histoire. À cette occasion, de nombreux records sont battus : plus grand nombre de points en une saison (57), plus grand nombre de buts marqués (52), plus grand nombre de victoires (17). Ibrahima Niane termine également meilleur buteur du championnat avec 19 buts en 18 matchs, et efface ainsi l'ancien record détenu par Pape Ibnou Ba avec 17 buts. L'AS Génération Foot est donc qualifié pour la Ligue des champions de la CAF 2018, en tant que champion du Sénégal.
La saison suivante, l'AS Génération Foot remporte sa deuxième coupe du Sénégal mais doit se contenter de la deuxième place en championnat. Le club redevient champion de Ligue 1 en 2019. Cette même saison, le club se retrouve pour la première fois de son histoire en finale de la Coupe de la Ligue, mais s'incline face au club de Ligue 2 du Diambars FC sur le score de 2-1.
À la suite de son nouveau titre de champion, le club joue pour la deuxième fois de son histoire la Ligue des champions de la CAF, mais se fait une nouvelle fois éliminé lors du 1er tour face aux égyptiens du Zamalek SC. Repêché en Coupe de la confédération, le club échoue dès le 2e tour face au club béninois du ESAE FC lors d'une séance de tirs au but à la suite d'un résultat d'un partout lors des matchs aller/retour.
Terminant deux fois 3e lors des dernières éditions, l'AS Génération Foot obtient son troisième sacre en Ligue 1 à l'issue de la saison 2022-2023, loin devant le Casa Sports.

### Déception et maintien (depuis 2024)
Lors du début de saison 2023-2024, le club perd sa finale du Trophée des champions face au Teungueth FC sur le score de 2-1. En Ligue des champions de la CAF, Génération Foot n'y arrive toujours pas, en s'inclinant face au club guinéen du Hafia FC. Pourtant champion la saison précédente, le club se bat cette saison-là pour son maintien en Ligue 1, terminant à la 11e place du championnat, à seulement trois points du Stade de Mbour.
Génération Foot est vainqueur de la coupe du Sénégal 2025 pour son troisième sacre dans ladite compétition.

## Identité du club

### Logos

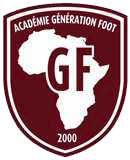
Le logo du club

Le logo de l'AS Génération Foot reprend le continent de l'Afrique où est basé le club, avec en son centre "GF" pour "Génération Foot". La date de la fondation du club est inscrite en bas du logo, ainsi que le nom complet du club en haut de ce dernier.

### Couleurs
Les couleurs du club sont similaires à celle de son club partenaire, situé en France ; le FC Metz. La couleur grenat est omniprésente sur les maillots ainsi que sur le logo de ce dernier. Tout comme Metz, une touche de blanc est régulièrement reliée avec le grenat.

## Palmarès
Au cours de son histoire, l'AS Génération Foot s'est doté d'un palmarès solide, tant sur le plan national que régionale. Au total, le club a remporté huit trophées.
Le tableau suivant récapitule les performances de l'AS Génération Foot dans les différentes compétitions officielles sénégalaises.
| Compétitions nationales | Compétitions internationales |
| --- | --- |
| - Ligue 1 (3) - Champion : 2017, 2019 et 2023. - Vice-champion : 2018 - Coupe du Sénégal (3) - Vainqueur : 2015, 2018 et 2025 - Trophée des champions - Vainqueur : 2017. - Finaliste : 2023. - Ligue 2 - Vice-champion : 2016. - National 1 (2) - Champion : 2010 et 2015. - Coupe de la Ligue - Finaliste : 2019. - Coupe Ousmane Tanor Dieng - Finaliste : 2015, 2017 et 2018. | - Ligue des champions de la CAF - Meilleure performance : 1er tour en 2018, 2020 et 2024. - Coupe de la confédération - Meilleure performance : 2e tour en 2018 et 2020. |

## Infrastructures du club

### Stade
L'AS Génération Foot dispute ses matchs à domicile au Stade Lat-Dior, disposant de 10 000 places, faisant de ce dernier le troisième plus grand stade du Sénégal derrière le Stade Léopold-Sédar-Senghor et le Stade Demba-Diop.

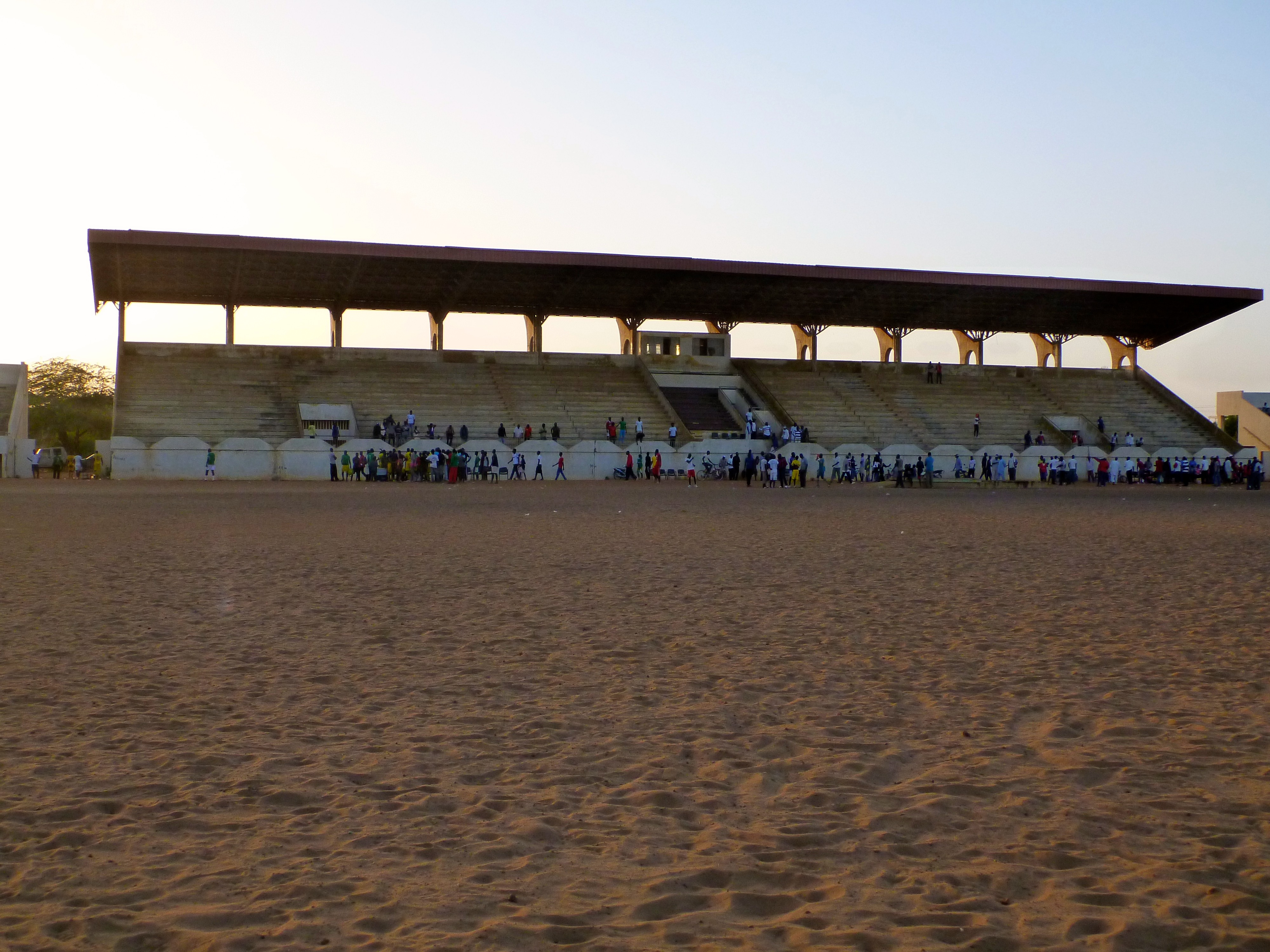
La tribune du Stade Lat Dior

### Centre de formation
À la suite du partenariat avec le FC Metz, les installations de l'AS Génération Foot changent drastiquement. En novembre 2013 est inauguré le « Centre Amara Touré », sur le site de Deni Biram Ndao après six années de travaux. Pour l'époque, il s'agit d'un des centres de formation les plus modernes de l'époque en Afrique.

## Personnalités du club

### Joueurs formés au club

#### Dans les années 2000
Lors des années 2000, au début du lancement de l'académie Génération Foot, de nombreux joueurs sont sortis du club pour rejoindre l'Europe par la suite.
On y retrouve la figure emblématique de ce début de projet : Papiss Cissé. Il devient rapidement un élément incontournable de l'attaque du FC Metz avant de devenir un joueur essentiel dans des clubs tel que le SC Fribourg ou encore le Newcastle United FC.

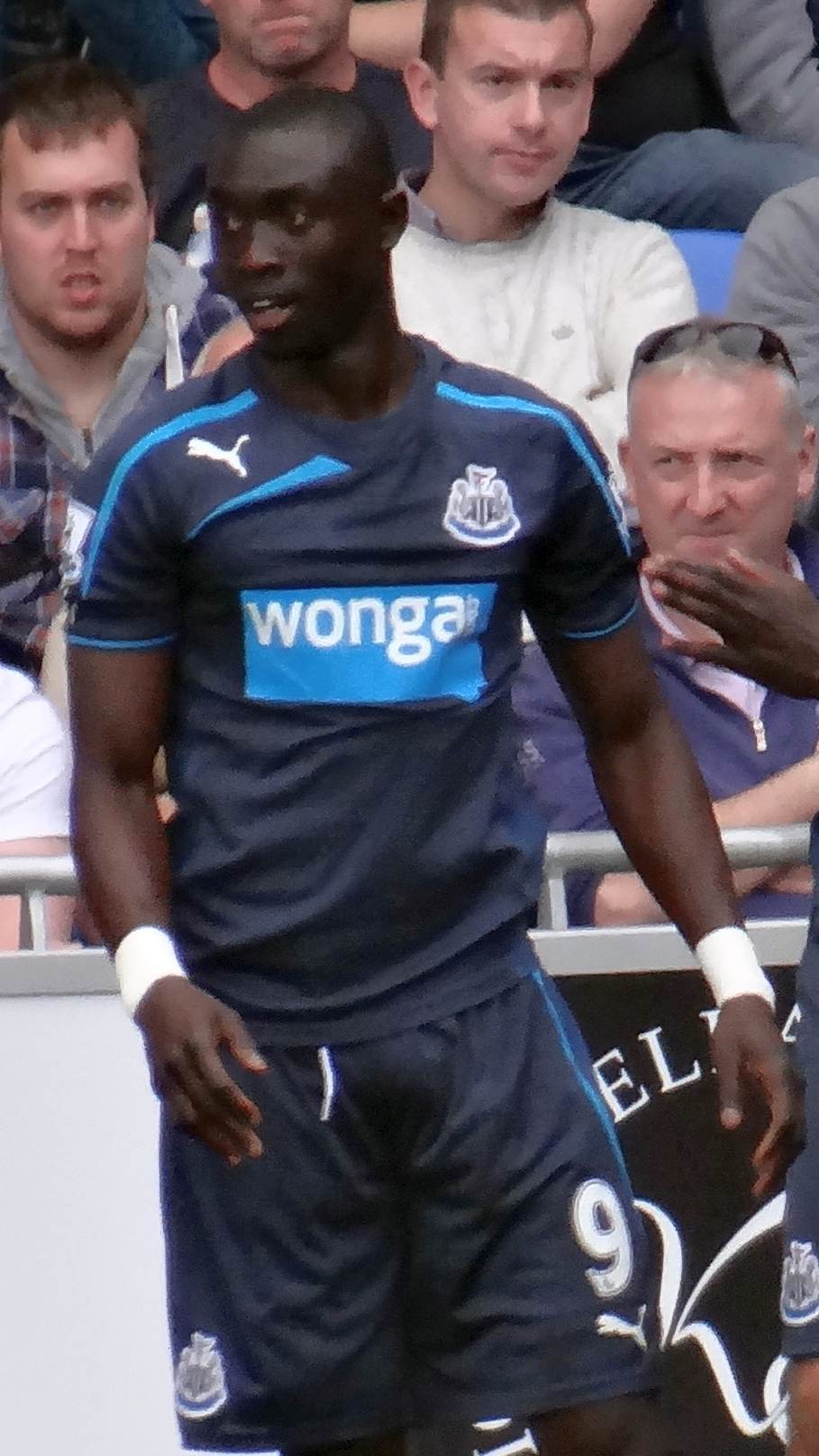
Papiss Cissé sous les couleurs de Newcastle

Le défenseur central Fallou Diagne sort lui aussi du centre de formation pour rejoindre le FC Metz en 2007 avant de jouer dans des clubs tels que le Stade rennais FC, le SV Werder Brême ou encore le SC Fribourg.

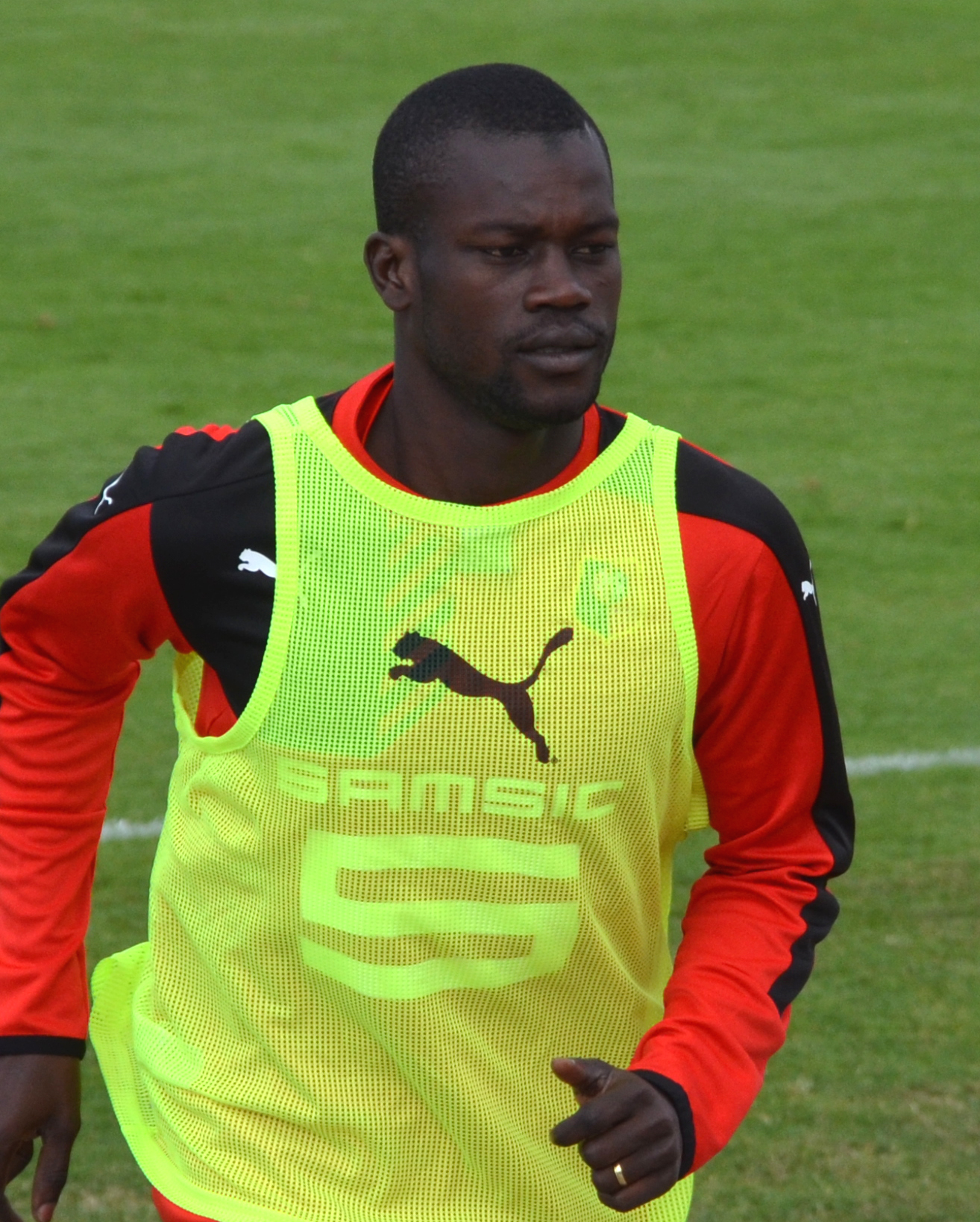
Fallou Diagne avec le Stade rennais FC

#### Années 2010
Les années 2010 marquent l'âge d'or de la formation de l'AS Génération Foot.
En 2010, Diafra Sakho commence sa carrière avec le FC Metz, avant de devenir l'un des meilleurs buteurs de l'histoire du club lorrain et un joueur marquant de West Ham United FC.

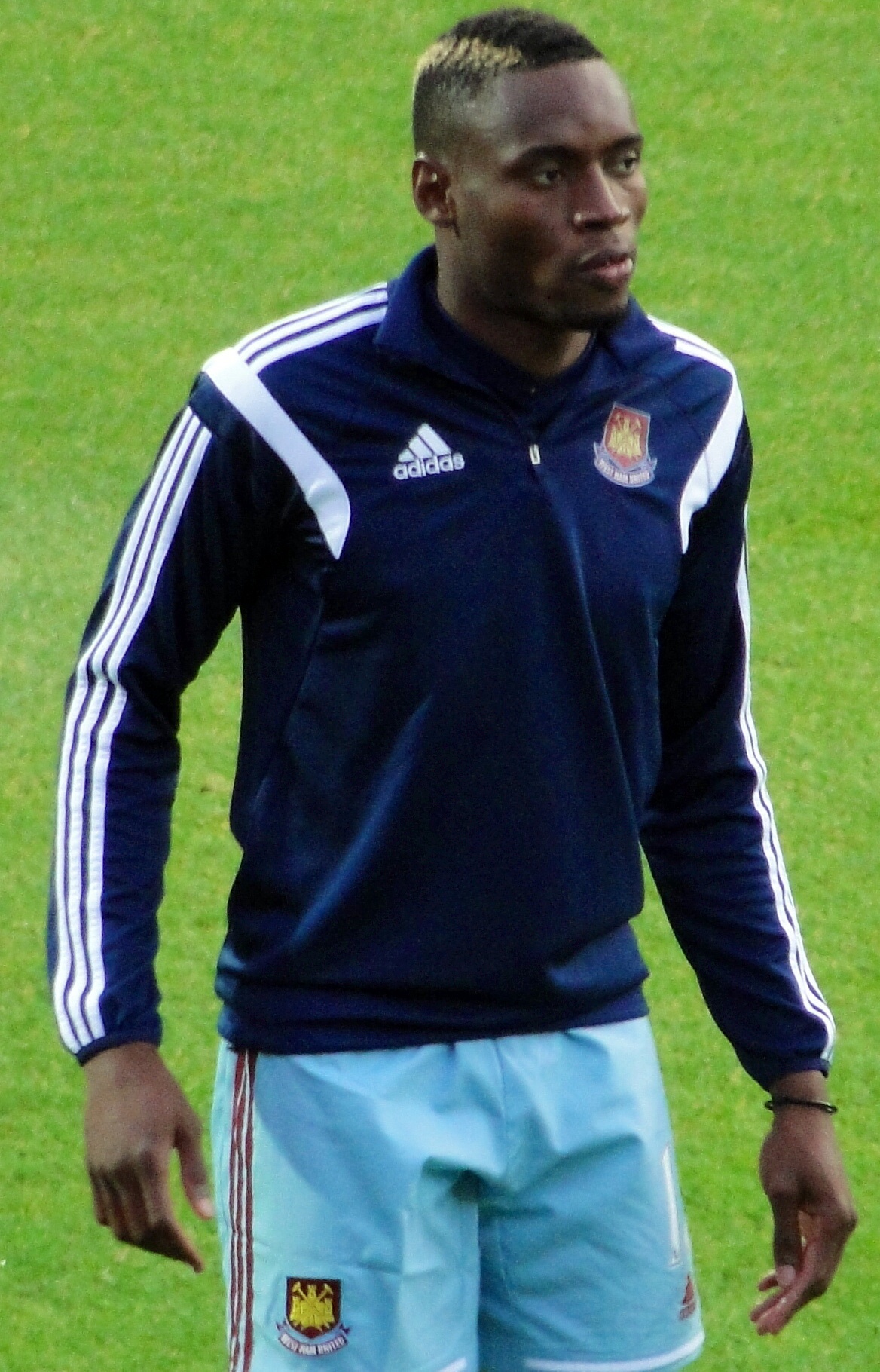
Diafra Sakho avec West Ham United

En 2011, Sadio Mané fait ses débuts avec le FC Metz avant d'être vendu au RB Salzbourg pour sauver le club mosellan de la faillite à la suite de sa descente en National. Il deviendra rapidement par la suite l'un des meilleurs joueurs du monde à Liverpool, remportant la Ligue des champions, la Premier League ou encore la Coupe du monde des clubs. En 2019, il termine 4e au Ballon d'or, puis 2e en 2022 derrière Karim Benzema. Il est aujourd'hui considéré comme le meilleur joueur sénégalais de l'histoire ainsi que l'un des meilleurs joueurs africains de l'histoire du football.

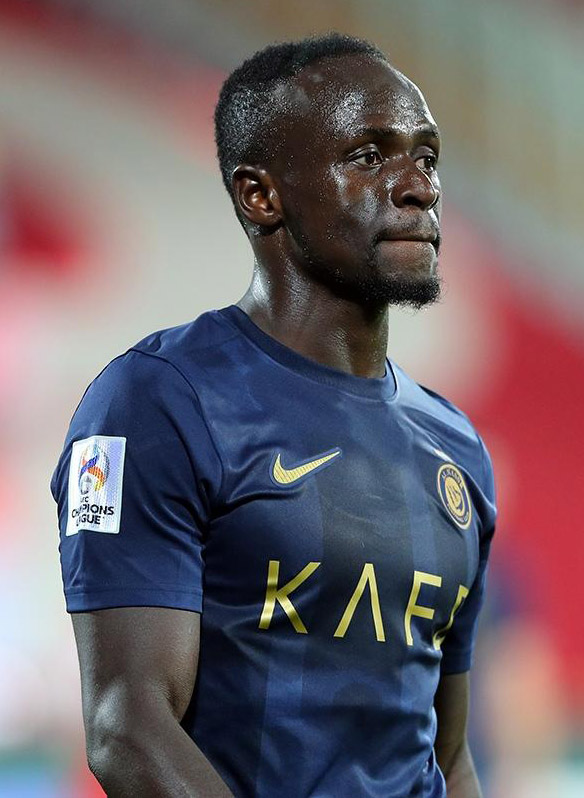
Sadio Mané en 2023 avec Al Nassr FC

Durant ces années-là, Génération Foot forme aussi Habib Diallo, Ismaïla Sarr, ou encore Ibrahima Niane.

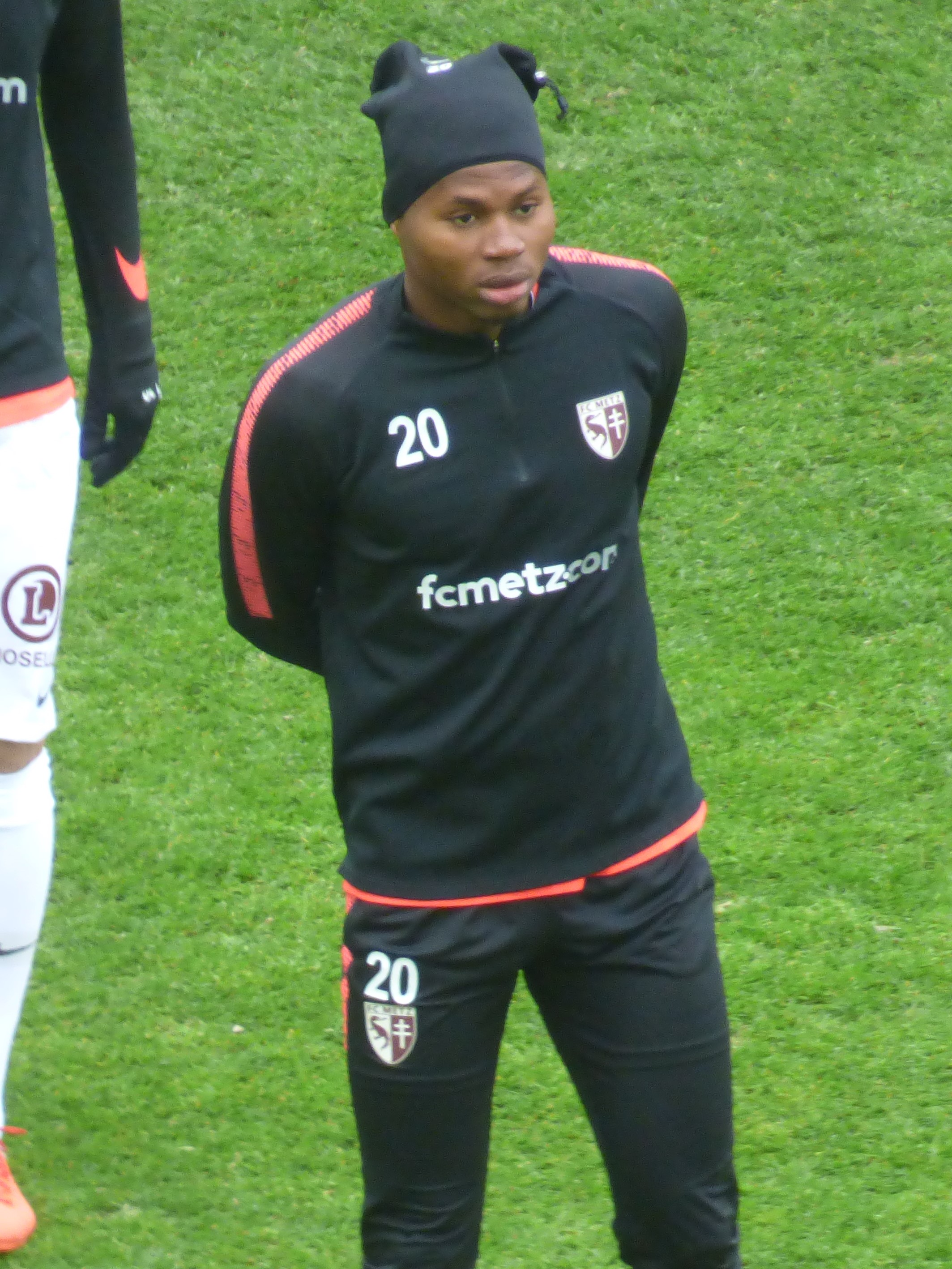
Habib Diallo avec le FC Metz

#### Années 2020
Lors de cette décennie, Génération Foot ne cesse de sortir des joueurs qualifiés comme des pépites, à l'instar de Pape Matar Sarr, qui débute avec le FC Metz en 2020 avant de rejoindre le Tottenham Hotspur FC pour une somme avoisinant les 17 millions d'euros, faisant de lui le joueur l'un des joueurs les mieux vendus de l'histoire du club mosellan.

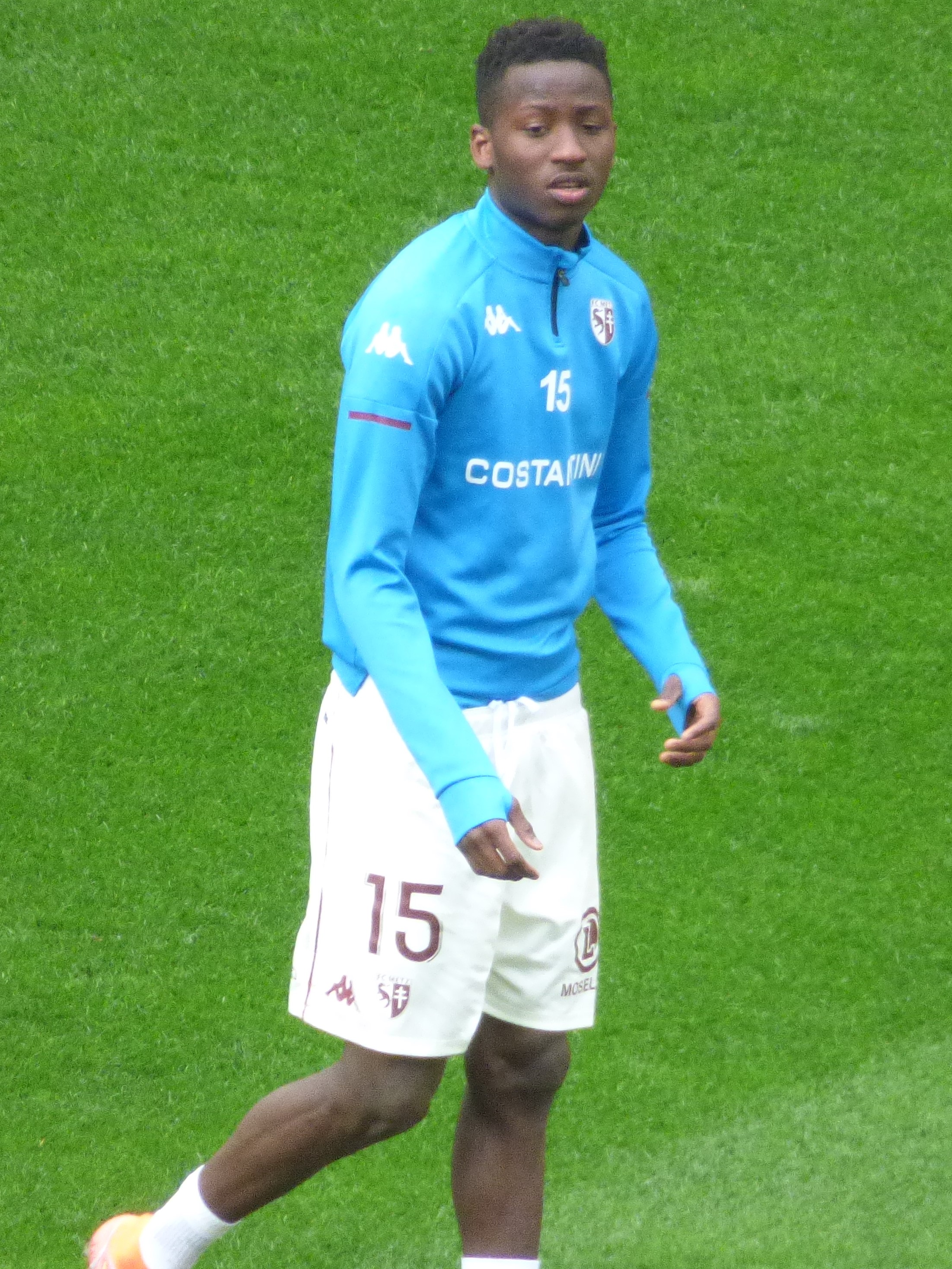
Pape Matar Sarr avec le FC Metz

Lamine Camara sort lui aussi du centre de formation de Génération Foot avant de rejoindre le FC Metz en Ligue 1 puis l'AS Monaco FC.

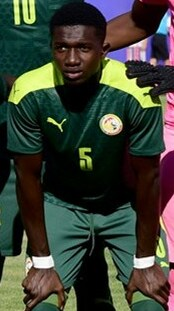
Lamine Camara avec le Sénégal

## Culture populaire

### Relations avec d'autres clubs

#### Clubs partenaires
- FC Metz : depuis 2003, l'AS Génération Foot et le FC Metz, situé en France, partagent un partenariat désormais connu. Ce partenariat permet au club sénégalais d'évoluer au plus haut niveau (le club ayant remporté la Ligue 1 ou encore disputé la Ligue des champions de la CAF), ainsi que d'avoir des installations pour son développement sportif financées par le club mosellan. Du côté de Metz, ce partenariat permet au club lorrain d'avoir les joueurs les plus performants de l'AS Génération Foot au sein du club et de revendre ces derniers au prix fort, ce qui aide le club économiquement en Ligue 1 ou en Ligue 2[35].

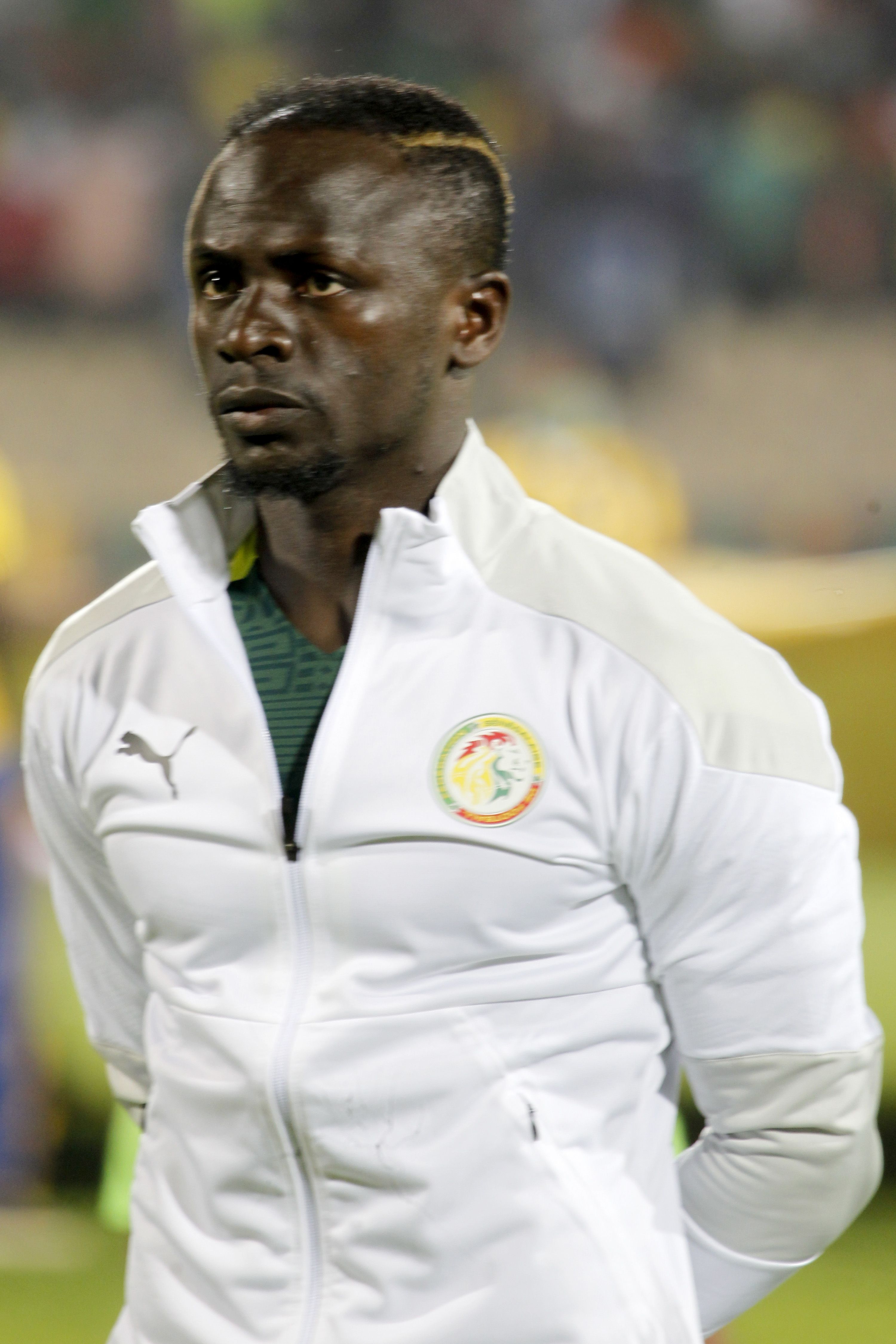
Sadio Mané, fruit du travail entre Metz et Génération Foot

#### Rivalités
- Teungueth FC : le match entre l'AS Génération Foot et le Teungueth FC constitue le « derby de Rufisque » ou le « Classique »[36]. Il s'agit d'un match régulièrement attendu au Sénégal à la suite de la montée en puissance des deux clubs lors de la dernière décennie[37]. Bien qu'en matière de palmarès, l'AS Génération Foot reste devant, le Teungueth FC est néanmoins meilleur que son rival sur les dernières confrontations entre les deux clubs, comme lors du Trophée des champions 2023[38].